# Konstituententest
Konstituententests (engl.: constituency tests) sind in der Linguistik, insbesondere in der strukturalistischen Linguistik entwickelte Verfahren zur Feststellung von Konstituenten, d. h. von innerhalb eines Satzes zusammenhängenden Wortgruppen.
Diese Tests manipulieren einen Teil eines Satzes und überprüfen anhand der resultierenden Akzeptabilität, ob es sich bei dem manipulierten Teil um eine Konstituente handelt. Ist das Ergebnis akzeptabel, gilt das als erfolgreiche Identifikation einer Konstituente. Geläufige Konstituententests sind Tilgung, Permutation, Pronominalisierung, Antwortfragmente, und Koordination.
Diese Tests müssen aber mit Vorsicht verwendet werden, da die gelieferten Ergebnisse einander widersprechen können. Das Testglied sollte erst als Konstituente gelten, wenn es mehrere der Tests bestanden hat. Das Bestehen lediglich eines Tests reicht nicht aus, um ein Glied als Konstituente auszuzeichnen.
Konstituententests sind zu unterscheiden von Satzgliedproben (Satzgliedfragen), da nicht jede Konstituente ein Satzglied ist.
Methodologisch hängen die Tests von einem Urteil der Grammatikalität und damit von der Sprachkompetenz des Testenden ab. Sie werden daher zum Teil als „nicht objektiv“ angesehen.

## Permutationstest (Verschiebeprobe)
Permutation bezeichnet allgemein einen Austausch, eine Umstellung und in der Sprachwissenschaft die Umstellung oder Verschiebung von Wörtern. Zum Zwecke der Feststellung von Konstituenten spricht man vom Permutationstest oder auch von der Verschiebeprobe. Diese(r) dient in Schulen auch als Satzgliedprobe. Wörter, die zusammen umgestellt werden können, ohne dass der Satz ungrammatisch wird, sind (vielleicht) eine Konstituente. Solche Konstituenten sind in der Regel Satzglieder.
Es gibt verschiedene Permutationstests. Topikalisierung (Voranstellung) gehört zu den geläufigsten. Wenn ein Teil eines Satzes topikalisiert (=vorangestellt) werden kann, ist er vielleicht eine Konstituente. Diesem Test nach sind also Satzglieder Konstituenten:
Fritz hat mehrmals versucht, den Text zu lesen.
Mehrmals hat Fritz versucht, den Text zu lesen. – mehrmals ist vielleicht eine Konstituente.
Versucht hat Fritz mehrmals, den Text zu lesen. – versucht ist vielleicht eine Konstituente.
Den Text zu lesen, hat Fritz mehrmals versucht. – den Text zu lesen ist vielleicht eine Konstituente.
*Zu lesen hat Fritz mehrmals versucht den Text. – zu lesen ist vielleicht keine Konstituente.
*Versucht den Text hat Fritz mehrmals zu lesen. – versucht den Text ist vielleicht keine Konstituente.

## Substitutionstest (Ersatzprobe)
Beim Substitutionstest (Ersatzprobe) wird getestet, welche geschlossenen Teilketten des Satzes durch einen anderen Ausdruck ersetzt werden können, ohne dass der Satz ungrammatisch wird.

### Allgemein
- Beispiel:

[Der große Kanzler] [steigt] [auf das Podest].
[Der neue Bundespräsident] [geht] [auf dem roten Teppich].
Varianten des Substitutionstests sind der Pronominalisierungs- und der Fragetest.

### Fragetest
Wenn ein Wort oder eine Phrase als Antwortfragment erscheinen kann, handelt es sich vielleicht um eine Konstituente im ursprünglichen Satz.
Unsere Kinder wollen nach der Schule im Wald spielen.
Wer will nach der Schule im Wald spielen? – Unsere Kinder – unsere Kinder ist vielleicht eine Konstituente.
Wessen Kinder wollen nach der Schule im Wald spielen? – Unsere. – unsere is vielleicht eine Konstituente.
Wo wollen unsere Kinder nach der Schule spielen? – Im Wald. – im Wald ist vielleicht eine Konstituente.
Welche Leute, die uns gehören, wollen nach der Schule im Wald spielen? – *Kinder. – Kinder ist vielleicht keine Konstituente.
Wann in Bezug auf die Schule wollen die Kinder im Wald spielen? – *Nach. – nach ist vielleicht keine Konstituente.
Was tun unsere Kinder? – *Wollen nach der Schule im Wald spielen. – wollen nach der Schule im Wald spielen ist vielleicht keine Konstituente.

### Pronominalisierungstest
Bei Pronominalisierung versucht man das Testglied durch ein definites Pronomen (oder eine sonstige definite Proform) zu ersetzen. Wenn das Ergebnis akzeptabel ist, ist das Testglied vielleicht eine Konstituente:
Birgers Schwester schreibt ihre Hausaufgaben am Morgen.
Seine Schwester schreibt ihre Hausaufgaben am Morgen. – Birgers ist vielleicht eine Konstituente.
Sie schreibt ihre Hausaufgaben am Morgen. – Birgers Schwester ist vielleicht eine Konstituente.
Birgers Schwester schreibt sie am Morgen. – ihre Hausaufgaben ist vielleicht eine Konstituente.
*Birgers sie schreibt ihre Hausaufgaben erst am Morgen. – Schwester ist vielleicht keine Konstituente.
*Birgers Schwester schreibt ihre sie am Morgen. – Hausaufgaben ist vielleicht keine Konstituente.

## Eliminierungstest (Tilgungstest, Weglassprobe, Abstrichprobe)
Beim Eliminierungstest wird ein Satz auf ein Minimum reduziert. Was zusammen weggelassen werden kann, bildet in der Regel eine Konstituente.
Er will einen zweiten Kurs belegen, um sein Englisch zu verbessern.
Er will einen Kurs belegen, um sein Englisch zu verbessern. – zweiten ist vielleicht eine Konstituente.
Er will einen zweiten Kurs belegen. – um sein Englisch zu verbessern ist vielleicht eine Konstituente.
*Er einen zweiten Kurs belegen, um sein Englisch zu verbessern. – will ist vielleicht keine Konstituente.
*Er will belegen, um sein Englisch zu verbessern. – einen zweiten Kurs ist vielleicht keine Konstituente.
Dieser Test eignet sich dazu, Angaben als Konstituenten zu identifizieren. Er suggeriert jedoch, dass viele Ergänzungen keine Konstituenten sind, was den meisten Satzanalysen widerspricht.

## Koordinationstest
Eine Wortgruppe ist möglicherweise dann eine Konstituente, wenn es mit gleichartigen koordiniert (kombiniert) werden kann.
Hans will nicht wissen, warum das geschehen ist.
[Hans] und [Tanja] wollen nicht wissen, warum das geschehen ist. – Hans ist vielleicht eine Konstituente.
Hans [will] und [kann] nicht wissen, warum das geschehen ist. – will ist vielleicht eine Konstituente.
Hans kann nicht wissen, [warum das geschehen ist] und [wann das geschehen ist]. – warum das geschehen ist ist vielleicht eine Konstituente.
Obgleich der Koordinationstest weit verbreitet ist, gilt er als problematisch, weil er viele Testglieder als Konstituenten anerkennt, die durch die anderen Tests nicht als Konstituenten bestätigt werden können, z. B.
[Hans will] und [Hans darf] nicht wissen, warum das geschehen ist.
Fritz [will nicht] aber [muss schon] wissen, warum das geschehen ist.
Diesen Daten ließe sich entnehmen, dass Hans will und will nicht als Konstituenten zu gelten hätten. Die meisten Satzanalysen erkennen diese Wortkombinationen aber nicht als Konstituenten an, weil sie durch die anderen Tests nicht als Konstituenten bestätigt werden.

## Zusammenfassung der Konstituententests
Was sich anhand der obigen Beispiele schließen lässt, ist, dass die individuellen Konstituententests nicht zuverlässig sind und dass diese Tests mit Vorbehalt angewendet werden müssen. In dieser Hinsicht sollte man auch festhalten, dass die obigen Konstituententests meistens für das Englische entwickelt wurden. Inwiefern sie Einsicht in die Satzstrukturen anderer Sprachen liefern, ist also fraglich.